# قائمة أعمال آسين

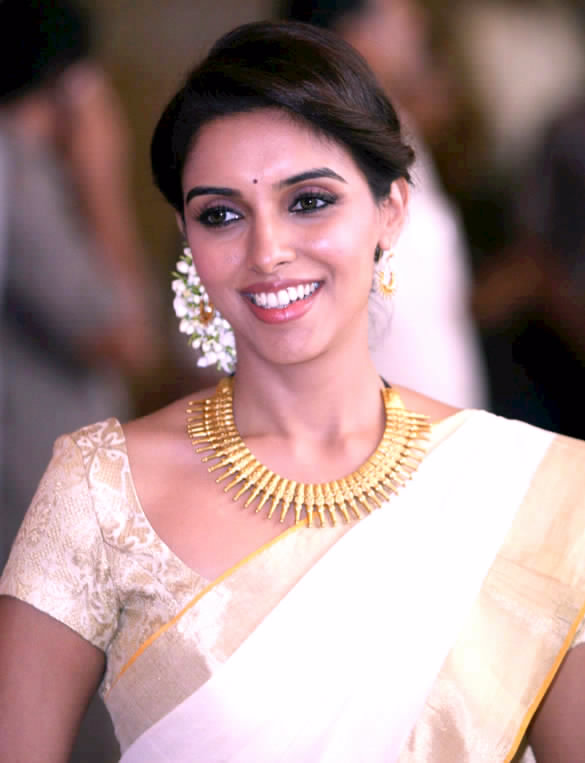
آسين تسترحب أونام في مومباي

آسين هي ممثلة هندية سابقة معروفة بعملها في أفلام اللغة التميلية والتيلجو والهندية . ظهرت لأول مرة في التمثيل في سن 15 عامًا في الدراما الكوميدية الساخرة باللغة الملايالمية ناريندران ماكان جاياكانثان فاكا في عام 2001  حققت اسين أول نجاح تجاري لها مع فيلم التيلجواماما نالا تاميلى اماي (2003).  لأدائها كفتاة تاميلية في الفيلم، حصلت على حصيلة على جائزة لأفضل ممثلة تيلجو  والحاءزة على الجاءزة في نفس العام عن دورها في فيلم التيلجو سيفاماني .  في إصداريها التاليين التيلجو: لاكشمي(2004) وغرشانا (2004)، لعبت آسين دور ضابط الشرطة. حقق لاكشمي ناراسيمها نجاحًا تجاريًا،  بينما تلقى جارشانا آراء متباينة من النقاد لكنه اكتسب لاحقًا شهرة كبيرة. 